# 電子スピン共鳴顕微鏡
電子スピン共鳴顕微鏡（でんしスピンきょうめいけんびきょう、ESRM）とは電子スピン共鳴(ESR)により画像を得る顕微鏡。

## 概要
ESRはマイクロ波の周波数帯で放射線被曝や化学反応、活性酸素など酸化により生じる不対電子の分布を可視化する。ESR顕微鏡には探針の先端のような微少領域での電子スピン共鳴(ESR)信号を検出してこの領域を走査してラジカルなど不対電子の濃度分布画像を得る『走査型ESR顕微鏡』や、MRマイクロスコピーと同じ原理の勾配磁場を印加する方式やマイクロ波の照射位置を局所的に絞って試料を相対的に走査する『マイクロ波走査型ESR』等、複数の形式がある。

## 種類
走査型ESR顕微鏡
走査型プローブ顕微鏡の一種で探針の先端のような微小領域での電子スピン共鳴(ESR)信号を検出してこの領域を走査してラジカルなど不対電子の濃度分布画像を得る。
勾配磁場印加法
ESR-CTとも呼ばれ、MRマイクロスコピーと同じ原理で勾配磁場を印加して検出される信号の周波数、位相から画像を再構成する。
マイクロ波走査型ESR
マイクロ波の照射位置を局所的に絞って試料を相対的に走査する。走査型近接場光顕微鏡の概念をマイクロ波の帯域にまで拡張した概念で、「空洞共振器」に小さな穴を開けてそこから漏れたマイクロ波を穴に密着した試料の微小領域にあてて、試料をX-Yステージを用いて機械的に走査することでマイクロ波ビームを走査する。

## 用途
- 材料分析
- 食品中に含まれるラジカルの調査
- 考古学